# Grøtsundet
Grøtsundet (ou Ruohtnuorri  en Sami) est un détroit situé dans le comté de Troms, au nord de la Norvège. 

## Géographie
Le détroit Grøtsundet sépare du continent les îles de Ringvassøya et Reinøya. Le détroit est le passage principal vers le nord à partir de la ville de Tromsø. 
Administrativement le détroit est situé sur les municipalités de Tromsø et Karlsøy.
La plus grande île de Grøtsundet est Nipøya, au large de la pointe sud de Reinøya.

## Quelques vues du Grøtsundet

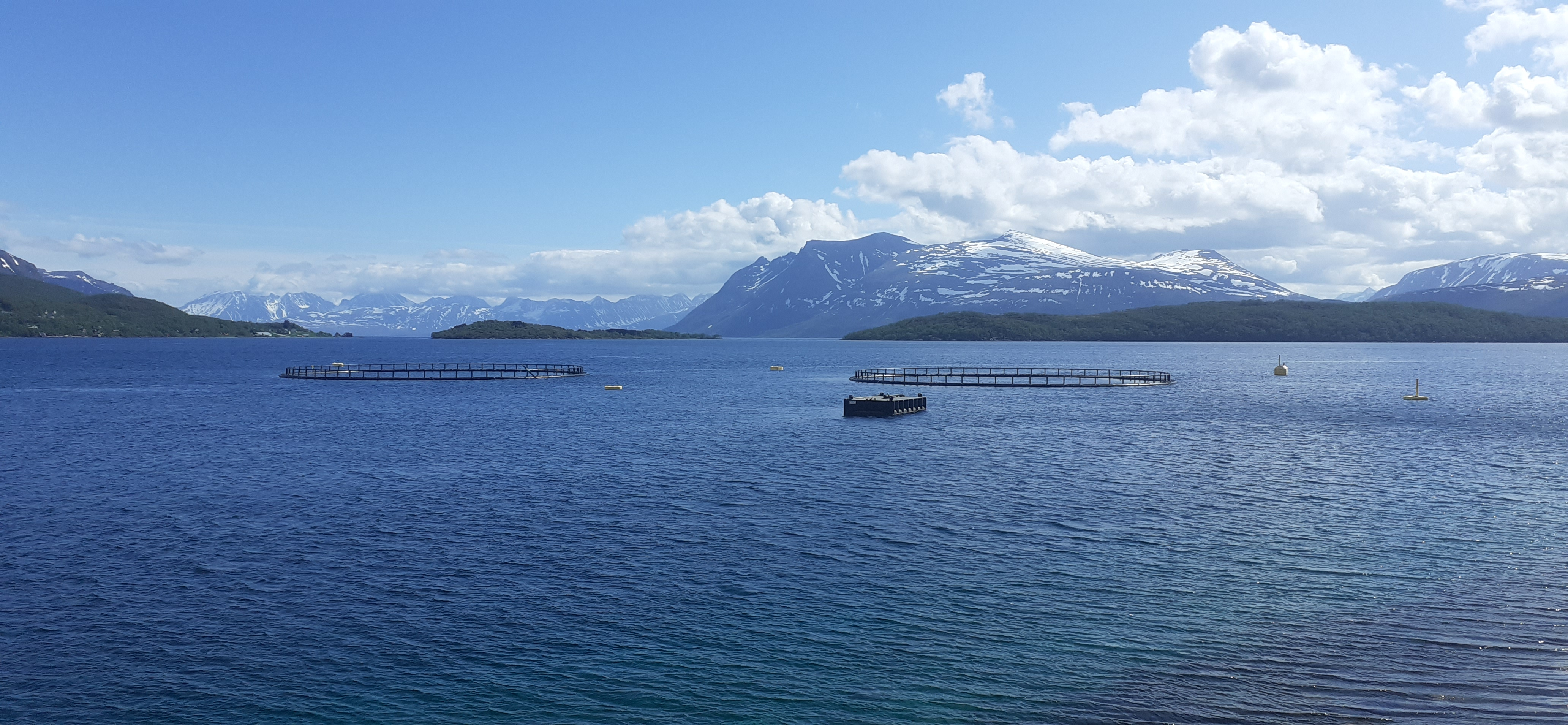
Élevages de saumons devant les îles de Risøya et Nipøya à la jonction entre le Grøtsundet et le Langsundet.